# Konrad Proche
Konrad Proche (* 1664/69 Česká Lípa, Böhmen; † 7. Januar 1727 Neuzelle) war der 39. Abt des Klosters Neuzelle.

## Leben
Er legte 1660 oder 61 die Profess ab und studierte von 1694 bis 1696 am Zisterzienserkolleg in Prag. 1695 wurde er zum Priester geweiht. Von 1699 bis 1703 war er Subprior und Novizenmeister des Klosters Neuzelle. Am 11. April 1703 wurde er zum Abt gewählt und noch am selben Tag vom Generalvikar der Böhmischen Ordensprovinz bestätigt. Die kaiserliche Bestätigung erfolgte am 22. Mai 1703. 
Er baute die Wirtschaft des Klosters aus. Er kaufte ein Dorf zurück und erneuerte verschiedene Vorwerke.
Zudem entsandte er viele Mönche in die Diaspora der Niederlausitz, um sich um die Seelsorge die verstreut lebenden Katholiken zu kümmern. Er wurde im Kreuzgang bestattet.

## Bautätigkeit
Unter ihm Begann die große Bautätigkeit der Barockzeit im Kloster. So wurde die Klausur im Ostflügel erweitert, das Kanzleigebäude wurde errichtet und die Kirche wurde prunkvoll ausgestattet.